# Мвене Кекен
Мвене Кекен (Кенкен'я) (*д/н — бл. 1750) — 11-й мулохве (володар) держави Луба в 1725—1750 роках.

## Життєпис
Старший син мулохве Каділо Сокела Бота та представниці впливового племені бвіла 9контролювало соляні копальні). Після смерті батька близько 1725 року за підтримки материнського клану висунутий претендентом на трон. Кекен заснував резиденцію в долині річки Лусанза, серед материнських родичів. Втім його владу оскаржував брат Касонго Каумбу, що спирався на материнських родичів, які контрольвали залізні копальні. Каумбу напав на війська мвене Кекена, але зазнав поразки й загинув. За цим Кекен виступив проти іншого брата Томбе, якого також переміг та вбив.
За цим розпочав кампанії з підкорення вождів западини Упемба (на півдні) та областей верхньої течії річки Конго (на півночі). Почав політику з підкорення племен сонге на північному заході. Діяв перш за все дипломатією, уклавши шлюб з Діанго з роду вождів південних сонге.
Втім в боротьбі за Упембу стикнувся з амбіціями Мутеби I, мвата-ямво лунди, наслідком чого була запекла війна. В ній Кекен зазнав поразки й вимушен був погодитися сплачувати данину.
Помер Мвене Кекен близько 1750 року. Йому спадкував небіж Кімвімбе Каумбу.